# 석영철
석영철(石泳哲, 1941년 ~ 2022년 )은 대한민국의 행정자치부 차관을 역임한 공무원이다. 본관은 충주이며, 충청북도 제천시 출신이다.

## 학력
- 고려대학교 법학학사
- 서울대학교 행정학 석사
- 국방대학교 행정학사
- 서울대학교 환경대학원 도시계획학과 공학석사

## 경력
- 1984년 11월 15일 ~ 1986년 3월 7일 : 동해시장
- 1986년 12월 24일 ~ 1988년 6월 10일 : 충주시장
- 1988년 6월 4일 ~ 1990년 6월 25일 : 청주시장
- 1990년 6월 27일 ~ 1991년 1월 9일 : 소방방재청장
- 내무부 기획관리실장·차관보
- 1993년 3월 16일 ~ 1994년 9월 26일 : 충청북도 부지사
- 1997년 3월 15일 ~ 1998년 3월 7일 : 지방행정연수원장
- 1998년 3월 9일 ~ 1999년 5월 25일 : 행정자치부 차관
- 2000년 대한지방행정공제회 이사장
- 2001년 한양대학교 초빙교수